# Kensuke Kita
Kensuke Kita (japanski: 喜多 建介) (Kanagawa, 24. siječnja 1977.), je prvi gitarist i prateći vokal japanskog rock sastava Asian Kung-Fu Generation. 
Kensuke je zajedno s Masafumiem Gotom i Takahirom Yamadom, koje je upoznao na sveučilištu Kanto Gakuin osnovao sastav Asian Kung-Fu Generation. Bendu se ubrzo pridružio i bubnjar Kiyoshi Ijichi. Iako je primarno prateći vokal, pjesmu Uso to Wonderland s B-strane World Aparta, njihovog prvog singla koji se našao na vrhu ljestvica slušanosti, otpjevao je kao glavni vokal. Diplomirao je ekonomiju, a glazbeni uzori su mu Radiohead, Manic Street Preachers, XTC i Supergrass.